# Ota (Korsika)
Ota (korsisch Otta) ist eine Gemeinde mit 471 Einwohnern (Stand 1. Januar 2022) auf der Mittelmeerinsel Korsika und liegt nahe der Westküste Korsikas nördlich der Hauptstadt Ajaccio an einem Berghang.
Zur Gemeinde Ota gehört auch der fünf Kilometer westlich gelegene Hafenort Porto (korsisch: Portu). Der Golf von Porto ist eines der schönsten Gebiete Korsikas und wurde von der UNESCO zum Weltnaturerbe erklärt.

## Geschichte
Porto war zu römischer Zeit ein Hafen. Die örtliche Burg war im 15. Jahrhundert im Besitz von Paolo de Leca. Später waren die Genueser Herren des Gebiets. Der als „Roi de la Balagne“ bekannte Räuber Serafino stammte aus Ota.
| Jahr      | 1962 | 1968 | 1975 | 1982 | 1990 | 1999 | 2011 | 2018 |
| --------- | ---- | ---- | ---- | ---- | ---- | ---- | ---- | ---- |
| Einwohner | 364  | 444  | 367  | 408  | 460  | 452  | 580  | 542  |

## Sehenswürdigkeiten
- Pfarrkirche in Ota aus dem 18. Jahrhundert
- Kapelle Santa Lucia
- Kirche in Porto aus dem 19. Jahrhundert
- Genueserbrücke in Pianello („Ponte Vecchiu“)
- Aquarium in Porto
- Genueserturm in Porto aus dem 16. Jahrhundert

Porto
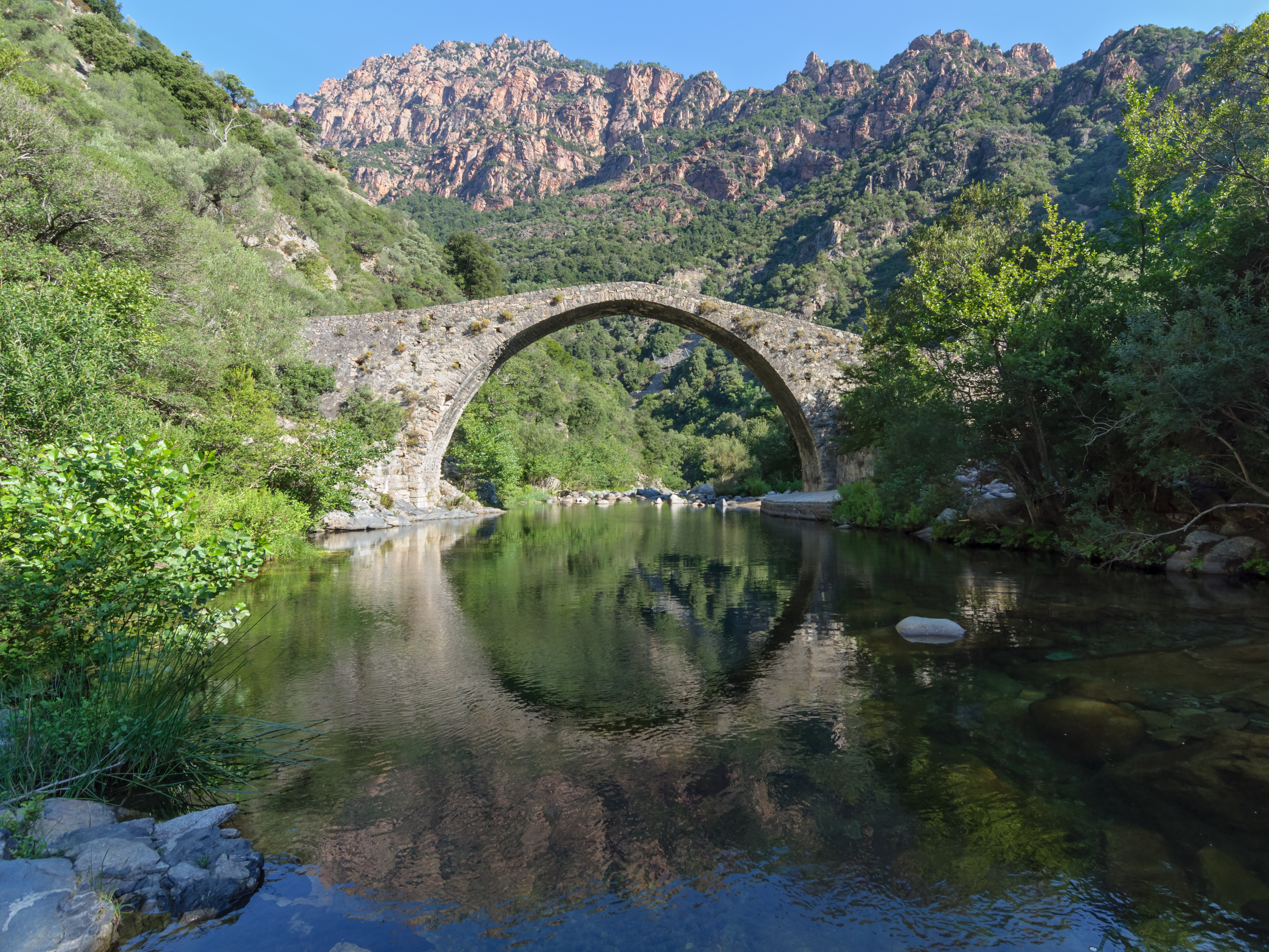
Genueserbrücke in Ota
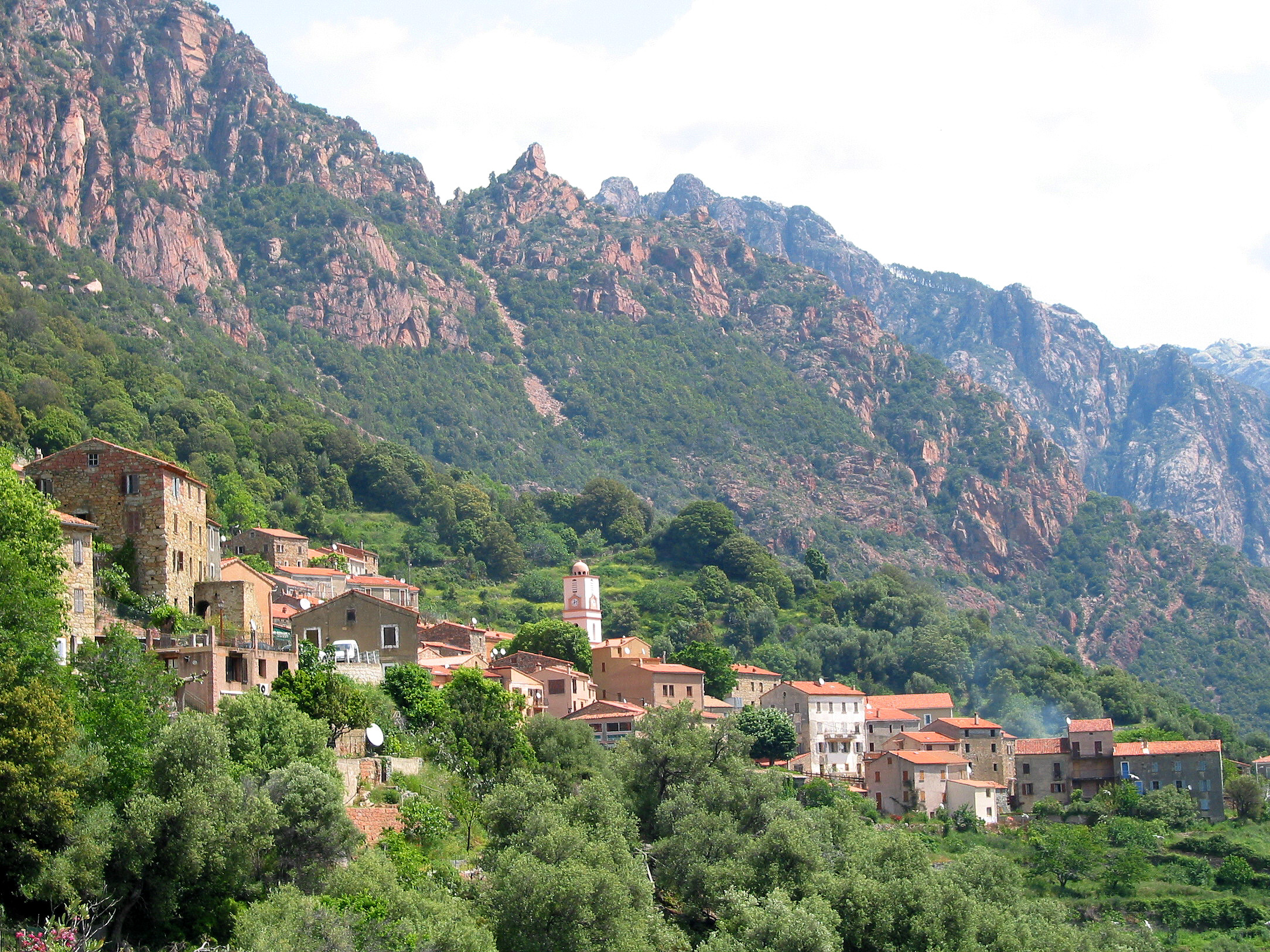
Blick auf Ota